# 雲南中医薬大学
雲南中医薬大学（うんなんちゅういやくだいがく、英語: Yunnan University of Chinese Medicine）は、昆明市に本部を置く中華人民共和国の国立大学。1951年創立、1960年大学設置。

## 概要
1951年に設立。雲南省中医薬民族医薬博物館、中医西学博物館、国立植物博物館がある。

## 沿革
- 1951年 前身の昆明中医進修班が設立。
- 1953年3月 昆明中医進修学校に改称。
- 1958年7月 雲南省中医学校に改称。
- 1960年5月 雲南中医学院に改称。
- 2018年 雲南中医薬大学に改称。
- 2020年11月 創立60周年を迎える。

## 学部
- 基礎医学院
- 中薬学院
- 看護学院
- 鍼灸推拿康复学院
- 人文与管理学院
- 民族医薬学院、民族医薬博物館
- 信息学院
- マルクス主義学院
- 体育部
- 継続教育学院、職業技術学院
- 臨床医学院

## 付属病院
- 雲南中医薬大学第一付属医院（雲南省中医医院）
- 雲南中医薬大学第二付属医院
- 雲南中医薬大学第三付属医院
- 雲南中医薬大学第四付属医院
- 雲南中医薬大学第五付属医院
- 雲南中医薬大学第六付属医院
- 雲南中医薬大学付属曲静市中医医院
- 雲南中医薬大学付属昭通市中医医院
- 雲南中医薬大学付属開遠市人民医院
- 雲南中医薬大学付属文山州中医医院